# 황런위
황런위(황인우, 黄仁宇, Ray Huang, 1918년 6월 25일 ~ 2000년 1월 8일)는 중국의 역사학자이다.
1918년 중화민국 후난성 창샤에서 출생한 뒤, 톈진의 난카이 대학 전기공학과를 졸업했다. 중일 전쟁 중에 1940년 성도 중앙육군 군관학교를 졸업한 뒤, 미국으로 건너가 육군참모대학에 입학했다.
1943년에는 인도 주둔군으로 발령 받아 신일군의 상위 참모로 재직 중 미얀마의 밀지나 전투에 참가했다가 부상을 입기도 했다. 이때의 참전 경험은 훗날 《장제스 일기를 읽다》에서 회고하기도 하였다. 이어 미국의 육군참모대학에서 9개월 동안 연수 과정을 거친 뒤, 1950년에 주일 대표단의 소령 신분으로 퇴역했다.
그 뒤 1950년 미국의 미시간 대학에 입학하여 1954년에 학사를, 1957년에 석사를, 1964년에 역사학 박사 학위를 취득하고, 그 후 남 일리노이 대학 조교수, 컬럼비아 대학교 교환 교수, 뉴욕 주립 대학교 교수, 하버드 대학교 연구 교수 등을 지냈다. 교수직을 그만둔 뒤 1982년부터 본격적인 저술 활동에 들어가 1998년 봄까지 여덟 권의 역사 베스트셀러를 출간하였다.
그의 책들은 탁월한 통찰력을 바탕으로 거시사(Macro History) 사관에서 중국역사를 새롭게 해석하여 중국, 미국과 유럽 등지에서 '황런위 신드롬'으로 불릴 정도로 큰 화제가 되었다. 그의 책들은 2000년 봄까지 대만에서도 111쇄를 인쇄하는 경이로운 기록을 세웠다.
2000년 봄, 82세를 일기로 타계했다.

## 저서
- <<1587, A Year of No Significance: The Ming Dynasty in Decline>>(1981) : <<1587 만력 15년 아무일도 없었던 해 >>(새물결, 2013).
- 放寬歷史的視界 (1988) : 방관역사적시계.
- 赫遜河畔談中國歷史 (1989) : '허드슨 강변에서 중국사를 이야기하다' (푸른역사).
- 資本主義與二十一世紀 (1991) : '자본주의 역사와 중국의 21세기' (이산).
- 地北天南敍古今 (1991) : 지북천남서고금
- 中國大歷史 (1993) : '중국, 그 거대한 행보' (경당), '중국거시사' (까치글방).
- 從大歷史的角度讀蔣介石日記 (1994) : 장제스 일기를 읽다 (푸른역사)
- 關係千萬重 (1998) : 관계천만중
- '중국의 출로, 레이황의 중국사 특강' (책과함께).